# Diaea jucunda
Diaea jucunda es una especie de araña cangrejo del género Diaea, familia Thomisidae. Fue descrita científicamente por Thorell en 1881.

## Distribución
Esta especie se encuentra en Queensland.